# Ray LaMontagne

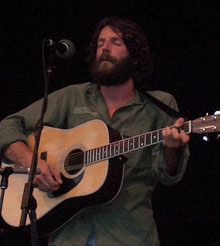
Ray LaMontagne (2006)

Raymond Charles „Ray“ LaMontagne (* 18. Juni 1973 in Nashua, New Hampshire) ist ein US-amerikanischer Singer-Songwriter des Folk-Rock.

## Leben
Ray Lamontagne begann seine Musiklaufbahn, nachdem er 1991 den Song Treetop Flyer aus dem Album Stills Alone von Stephen Stills gehört hatte. Er kündigte bei der Schuhfabrik, in der er bis dahin gearbeitet hatte. Er organisierte sich selbständig Auftritte in kleinen Bars, spielte im Vorprogramm lokaler Folkbands und warb mit seinem im Sommer 1999 aufgenommenen Demotape.
2004 wurde der Verlag Chrysalis Publishing auf ihn aufmerksam und bot ihm einen Plattenvertrag an. LaMontagne nahm in nur zwei Wochen sein Debütalbum Trouble auf, das beim Majorlabel RCA erschien und von dem laut seiner Homepage bisher über 250.000 Stück verkauft wurden. Produziert wurde das Album in Los Angeles von Ethan Johns.
Am 29. August 2006 erschien LaMontagnes zweites Album Till the Sun Turns Black in den USA. Auch hier fungierte wieder Ethan Johns als Produzent, wie auch beim dritten Album Gossip in the Grain, das am 14. Oktober 2008 bei RCA Records erschien. Das vierte Album God Willin & the Creek Don’t Rise im August 2010 produzierte LaMontagne selbst. Er arbeitete dabei auch mit Begleitmusikern, den „The Pariah Dogs“, zusammen.

## Diskografie

### Alben
| Jahr | Titel                                | Höchstplatzierung, Gesamtwochen, AuszeichnungChartplatzierungen (Jahr, Titel, Platzierungen, Wochen, Auszeichnungen, Anmerkungen) | Höchstplatzierung, Gesamtwochen, AuszeichnungChartplatzierungen (Jahr, Titel, Platzierungen, Wochen, Auszeichnungen, Anmerkungen) | Höchstplatzierung, Gesamtwochen, AuszeichnungChartplatzierungen (Jahr, Titel, Platzierungen, Wochen, Auszeichnungen, Anmerkungen) | Anmerkungen                                                              |
| Jahr | Titel                                | CH | UK | US | Anmerkungen                                                              |
| ---- | ------------------------------------ | --- | --- | --- | ------------------------------------------------------------------------ |
| 2004 | Trouble                              | — | UK5 Platin · (38 Wo.)UK | US164 Platin · (5 Wo.)US | Erstveröffentlichung: 14. September 2004                                 |
| 2006 | Till the Sun Turns Black             | — | UK35 Gold · (4 Wo.)UK | US28 Gold · (9 Wo.)US | Erstveröffentlichung: 29. August 2006                                    |
| 2008 | Gossip in the Grain                  | — | UK23 Silber · (2 Wo.)UK | US3 Gold · (31 Wo.)US | Erstveröffentlichung: 14. Oktober 2008                                   |
| 2009 | Live Sessions EP                     | — | — | US119 (1 Wo.)US |                                                                          |
| 2010 | God Willin’ and the Creek Don’t Rise | CH43 (2 Wo.)CH | UK17 (3 Wo.)UK | US3 Gold · (26 Wo.)US | Erstveröffentlichung: 17. August 2010 Ray LaMontagne and the Pariah Dogs |
| 2014 | Supernova                            | — | UK18 (2 Wo.)UK | US3 (11 Wo.)US | Erstveröffentlichung: 29. April 2014                                     |
| 2016 | Ouroboros                            | — | UK49 (1 Wo.)UK | US13 (2 Wo.)US | Erstveröffentlichung: 4. März 2016                                       |
| 2018 | Part of the Light                    | CH40 (1 Wo.)CH | UK28 (1 Wo.)UK | US40 (1 Wo.)US | Erstveröffentlichung: 18. Mai 2018                                       |
| 2020 | Monovision                           | CH50 (1 Wo.)CH | — | US163 (1 Wo.)US | Erstveröffentlichung: 26. Juni 2020                                      |

#### Weitere Alben
- 2024: Long Way Home

### Singles
| Jahr | Titel Album                                | Höchstplatzierung, Gesamtwochen, AuszeichnungChartplatzierungen (Jahr, Titel, Album, Platzierungen, Wochen, Auszeichnungen, Anmerkungen) | Höchstplatzierung, Gesamtwochen, AuszeichnungChartplatzierungen (Jahr, Titel, Album, Platzierungen, Wochen, Auszeichnungen, Anmerkungen) | Anmerkungen |
| Jahr | Titel Album                                | UK | US | Anmerkungen |
| ---- | ------------------------------------------ | --- | --- | ----------- |
| 2005 | Trouble                                    | UK25 Silber · (14 Wo.)UK | US— PlatinUS |             |
| 2007 | Jolene Trouble                             | UK99 (1 Wo.)UK | US— PlatinUS |             |
| 2008 | You Are the Best Thing Gossip in the Grain | UK— SilberUK | US90 ×2Doppelplatin · (1 Wo.)US |             |

Weitere Singles
- 2004: Hold You in My Arms (US: Platin)
- 2006: How Come
- 2006: Forever My Friend
- 2007: Be Here Now
- 2007: Three More Days
- 2008: Let It Be Me (US: Platin)
- 2018: Such a Simple Thing (US: Gold)

Zusammenarbeiten
- To Love Somebody (mit Damien Rice)
- O Sleep (mit Lisa Hannigan)

## Auszeichnungen für Musikverkäufe
| Goldene Schallplatte - Irland - 2007: für das Album Till the Sun Turns Black Platin-Schallplatte - Irland - 2006: für das Album Trouble |

Anmerkung: Auszeichnungen in Ländern aus den Charttabellen bzw. Chartboxen sind in ebendiesen zu finden.
| Land/RegionAuszeichnungen für Musikverkäufe (Land/Region, Auszeichnungen, Verkäufe, Quellen) | Silber     | Gold     | Platin     | Verkäufe  | Quellen        |
| -------------------------------------------------------------------------------------------- | ---------- | -------- | ---------- | --------- | -------------- |
| Irland (IRMA)                                                                                | —          | Gold1    | Platin1    | 22.500    | irishcharts.ie |
| Vereinigte Staaten (RIAA)                                                                    | —          | 4× Gold4 | 7× Platin7 | 9.000.000 | riaa.com       |
| Vereinigtes Königreich (BPI)                                                                 | 3× Silber3 | Gold1    | Platin1    | 860.000   | bpi.co.uk      |
| Insgesamt                                                                                    | 3× Silber3 | 6× Gold6 | 9× Platin9 |           |                |

## Auszeichnungen

### 2005
- Boston Music Award „Album of the Year“ (Trouble)
- Boston Music Award „Song of the Year“ (Trouble)
- Boston Music Award „Best Male Songwriter“
- Boston Music Award „Act of the Year“ (Nominierung)
- Boston Music Award „Male Vocalist of the Year“ (Nominierung)
- XM Nation Awards „Best New Acoustic Rock Artist“
- Pollstar Awards „Best New Touring Artist“ (Nominierung)
- Shortlist Music Prize (Trouble, Nominierung)

### 2006
- Esky Music Awards „Best Voice Esky“ (Auszeichnung des Esquire Magazine)

### 2007
- BRIT Awards „Best International Breakthrough Act“ (Nominierung)

## Sonstiges
Das Magazin GQ listete im April 2006 ein Ray LaMontagne-Konzert auf als
„one of the 25 sexiest places on the planet to take a girl.“